# Tour della nazionale maschile di rugby a 15 della Nuova Zelanda 1974
Gli All Blacks nel 1974 vanno due volte in tour. La prima volta, a maggio-giugno, in Australia e alle isole Figi; la seconda, a novembre, nelle Isole britanniche.

## Tour in Australia e Figi
Con due vittorie e un pareggio la Nuova Zelanda mantiene la Bledisloe Cup. Da segnalare il primo test ufficialmente riconosciuto con le Figi.

### Bilancio (tra parentesi i Test ufficiali)
- Giocate: 13 (4)
- Vinte: 12 (3)
- Pareggiate: 1 (1)
- Perse: 0 (0)
- Punti Fatti: 446 (57)
- Punti Subiti: 73 (41)

## Risultati
| Adelaide 1º maggio 1974 | South Australia | 6 – 117 | Nuova Zelanda XV | Norwood Oval |

| Perth 5 maggio 1974 | Western Australia | 3 – 31 | Nuova Zelanda XV | (Perry Lakes Stadium) |

| Melbourne 8 maggio 1974 | Victoria | 3 – 41 | Nuova Zelanda XV | Australian Rules Gr. |

| Sydney 12 maggio 1974 | Sydney | 10 – 33 | Nuova Zelanda XV | (Sports Ground) |

| Dubbo 15 maggio 1974 | NSW Country | 4 – 27 | Nuova Zelanda XV | Dubbo Ground |

| Sydney 18 maggio 1974 | New South Wales | 0 – 20 | Nuova Zelanda XV | (Cricket Ground) |

| Queanbeyan 21 maggio 1974 | A.C.T. | 0 – 49 | Nuova Zelanda XV | Queanbeyan Ground |

| Sydney 25 maggio 1974 | Australia | 6 – 11 | Nuova Zelanda | (Cricket Ground) |

| Brisbane 28 maggio 1974 | Queensland | 6 – 42 | Nuova Zelanda XV | Ballymore Oval |

| Brisbane 1º giugno 1974 | Australia | 16 – 16 | Nuova Zelanda | Ballymore Oval |

| Toowoomba 3 giugno 1974 | Queensland Country | 0 – 29 | Nuova Zelanda XV | Gold Park |

| Sydney 8 giugno 1974 | Australia | 6 – 16 | Nuova Zelanda | (Cricket Ground) |

| Suva 11 giugno 1974 | Figi | 13 – 14 | Nuova Zelanda | Buckhurst Park |

## Il Tour nelle Isole britanniche
Un solo test match ufficiale con l'Irlanda in questo tour nel mese di novembre.

### Bilancio (tra parentesi i Test ufficiali)
- Giocate: 8 (7)
- Vinte: 7 (1)
- Pareggiate: 1 (0)
- Perse: 0 (0)
- Punti Fatti: 127 (15)
- Punti Subiti: 50 (6)

### Risultati
| Cork 6 novembre 1974 | Combined Irish Univ. | 3 – 10 | Nuova Zelanda XV | (Mardyke) |

| Limerick 9 novembre 1974 | Munster Rugby | 4 – 14 | Nuova Zelanda XV |  |

| Dublino 13 novembre 1974 | Leinster Rugby | 3 – 8 | Nuova Zelanda XV | (Lansdowne Road) |

| Belfast 16 novembre 1974 | Ulster Rugby | 15 – 30 | Nuova Zelanda XV | (Ravenhill) |

| Galway 20 novembre 1974 | Connacht Rugby | 3 – 25 | Nuova Zelanda XV |  |

| Dublino 23 novembre 1974 | Irlanda | 6 – 15 | Nuova Zelanda | (Lansdowne Road) |

| Cardiff 27 novembre 1974 | Galles XV | 3 – 12 | Nuova Zelanda XV | Arms Park |

| Londra 30 novembre 1974 | Barbarians | 13 – 13 | Nuova Zelanda XV | (Twickenham) |